# Jakob Kindinger

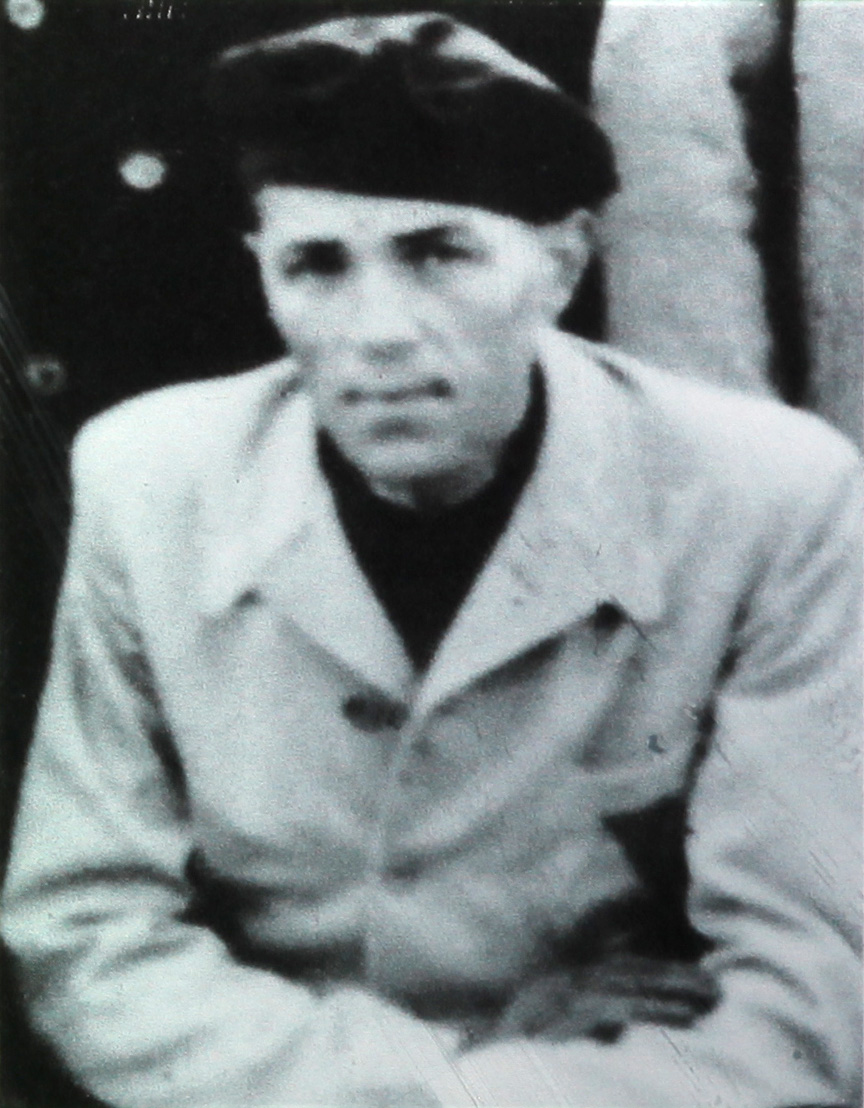
Jakob Kindinger, am 1. Mai 1945, nach der Befreiung aus dem KZ Buchenwald

Jakob Kindinger (* 5. Juli 1905 in Reichenbach (Lautertal); † 17. November 1986 in Bensheim) war ein deutscher kommunistischer Politiker, Gewerkschafter und Widerstandskämpfer gegen den Nationalsozialismus.

## Herkunft und Werdegang

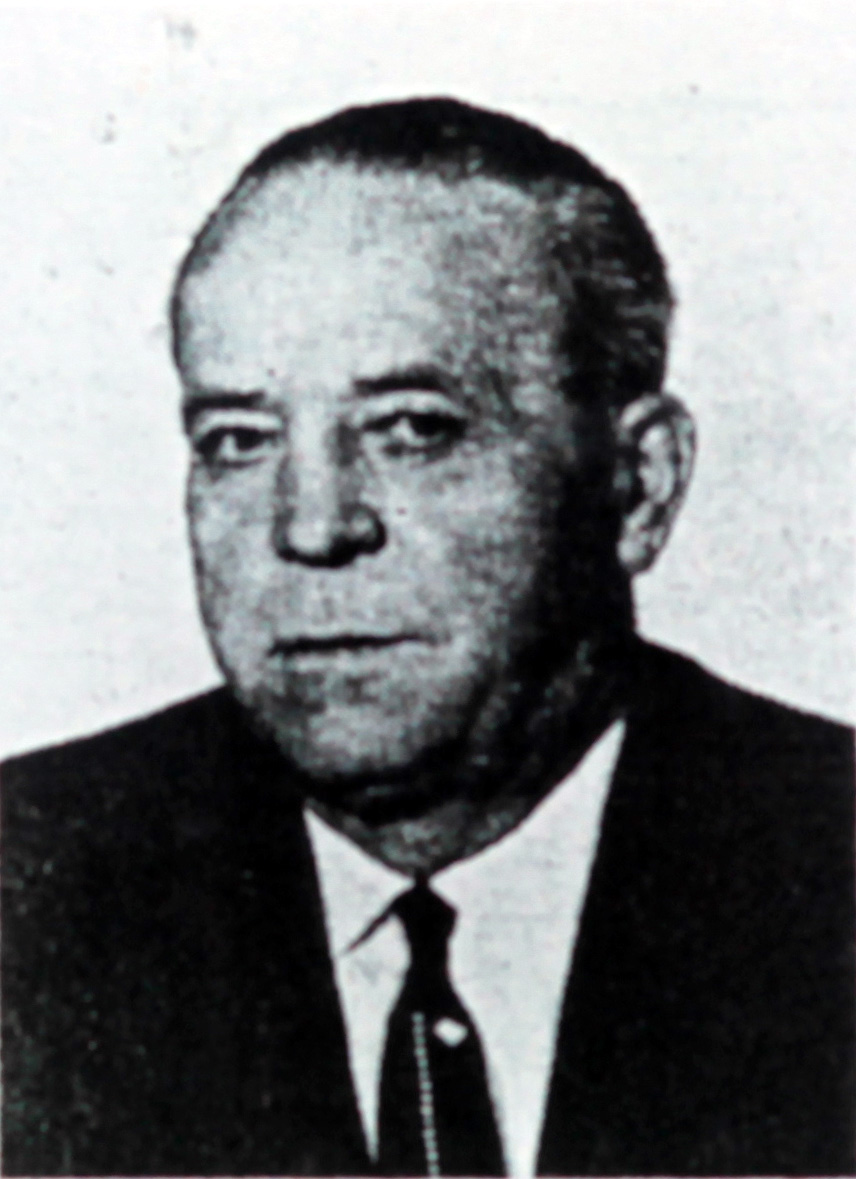
Jakob Kindinger (1970)

Jakob Kindinger war der dritte Sohn des Reichenbacher Steinmetzes und Sozialdemokraten Johannes Kindinger und dessen Frau Elise geb. Hochgenug. Er besuchte die Reichenbacher Volksschule und absolvierte anschließend im elterlichen Betrieb eine Ausbildung zum Steinmetz, die 1922 endete. Danach ging er freiwillig für zwei Jahre zur hessischen Schutzpolizei. Sein letzter Dienstgrad war Unterwachtmeister. Anschließend arbeitete er zunächst in Reichenbacher Steinbrüchen  und verbrachte anschließend seine Wanderjahre in Steinbrüchen im Schwarzwald, in Kreuzlingen (Schweiz) und Oberfranken.
Durch seine Arbeit kam er in Kontakt mit „gut geschulten gewerkschaftlichen und marxistischen Kollegen“. In Oberfranken wurde er Gewerkschaftsmitglied. Nach seinen Wanderjahren kehrte er im Oktober 1929 in seine Heimat zurück. Ein halbes Jahr später heiratete er. Kindinger arbeitete als Steinmetz in Bensheimer Steinmetzbetrieben. Ab dem 3. Juni 1930 hatte Kindinger dann auch seinen Wohnsitz in Bensheim. 1932 wurde er Mitglied der KPD-Ortsgruppe Bensheim. Unmittelbar nach der Reichstagswahl im März 1933 wurde er zusammen mit mehreren Genossen der Ortsgruppe verhaftet und nach einigen Tagen wieder freigelassen. Im August 1933 wurde er in Gronau (heute ein Stadtteil von Bensheim) erneut verhaftet und 14 Tage in das KZ Osthofen verbracht. Eine weitere Verhaftung erfolgte am 30. Mai 1935. In der Frankfurter Bezirksleitung der KPD soll er dabei durch einen Spitzel verraten worden sein. Am 11. Oktober 1935 wurde er vom Strafsenat Darmstadt zu drei Jahren Zuchthaus verurteilt. Die Strafe verbüßte er ab dem 1. November 1935 zunächst im Zuchthaus Rockenberg. Am 11. März 1936 wurde er dann zusammen mit anderen verurteilten Genossen nach Butzbach verlegt. Am 4. September 1937 kam Kindinger dann in das Strafgefangenenlager Aschendorfermoor. Dort wurde er am Pfingstsamstag 1938 entlassen. Unmittelbar nach seiner Haftentlassung aus dem Aschendorfermoor wurde er am Tor des Lagers in Schutzhaft genommen und am 2. Juli 1938 in das KZ Buchenwald überführt. Nach Ansicht der Nationalsozialisten war Kindinger ein „gemeingefährlicher Strolch, der strengstens von der Volksgemeinschaft isoliert werden mußte“. In Buchenwald war Kindinger bis zur Befreiung am 11. April 1945 Häftling.
Er war Blockältester in Block 54, später in Block 63. Unter Einsatz seines eigenen Lebens rettete Kindinger im KZ Buchenwald Mithäftlinge vor dem sicheren Tod. Der ebenfalls in Reichenbach geborene Max Liebster sagte in einem Interview, dass Kindinger ihm das Leben gerettet habe. Obwohl Liebster ebenfalls in Reichenbach geboren war, lernte er Kindinger erst in Buchenwald kennen. Auch dem Juden und Kommunisten Emil Carlebach rettete Jakob Kindinger das Leben. Ihm wurde von Mitgefangenen gesagt: „Du gehst zum Jakob [Kindinger], der soll dich verstecken“. Kindinger versteckte ihn unter dem Holzfußboden seiner Baracke. Kindinger gab den Befehl aus, jeden SS-Mann zu töten, der sich dem Versteck nähere. Vor der Befreiung des Lagers rissen tausende jüdische Gefangene auf Anweisung der illegalen Widerstandsorganisation – deren Mitglied Kindinger war – den gelben Judenstern ab. Diese Häftlinge wurden dann auf andere Baracken verteilt. Alle Blockältesten – also auch Jakob Kindinger – vernichteten dann in der Nacht die Karteikarten der betroffenen Mitgefangenen.
Kindinger kehrte Ende Mai 1945 wieder nach Bensheim zurück zu seiner Familie. Er half beim demokratischen Neuaufbau der Stadt und wurde zusammen mit weiteren KPD-Mitgliedern in den Bürgerrat der Stadt berufen, der von 1945 bis 1946 bestand. Von 1948 bis 1952 war er Stadtverordneter in Bensheim und von 1952 bis 1956 Mitglied des Kreistags im Landkreis Bergstraße. Für die von der KPD herausgegebene Lokalzeitung Bensheimer Sprachrohr schrieb er Artikel über soziale Probleme, wie beispielsweise die Wohnungsnot. In Bensheim war er mehrere Jahre 1. Vorsitzender, später Ehrenvorsitzender der Gewerkschaft IG Bau-Steine-Erden. 1956 wurde die KPD verboten. Von 1956 bis 1960 war Kindinger als Mitglied der Überparteilichen Initiative Bensheimer Bürger (ÜIBB) erneut Stadtverordneter in Bensheim. Um 1972 wurde er Mitglied der DKP.

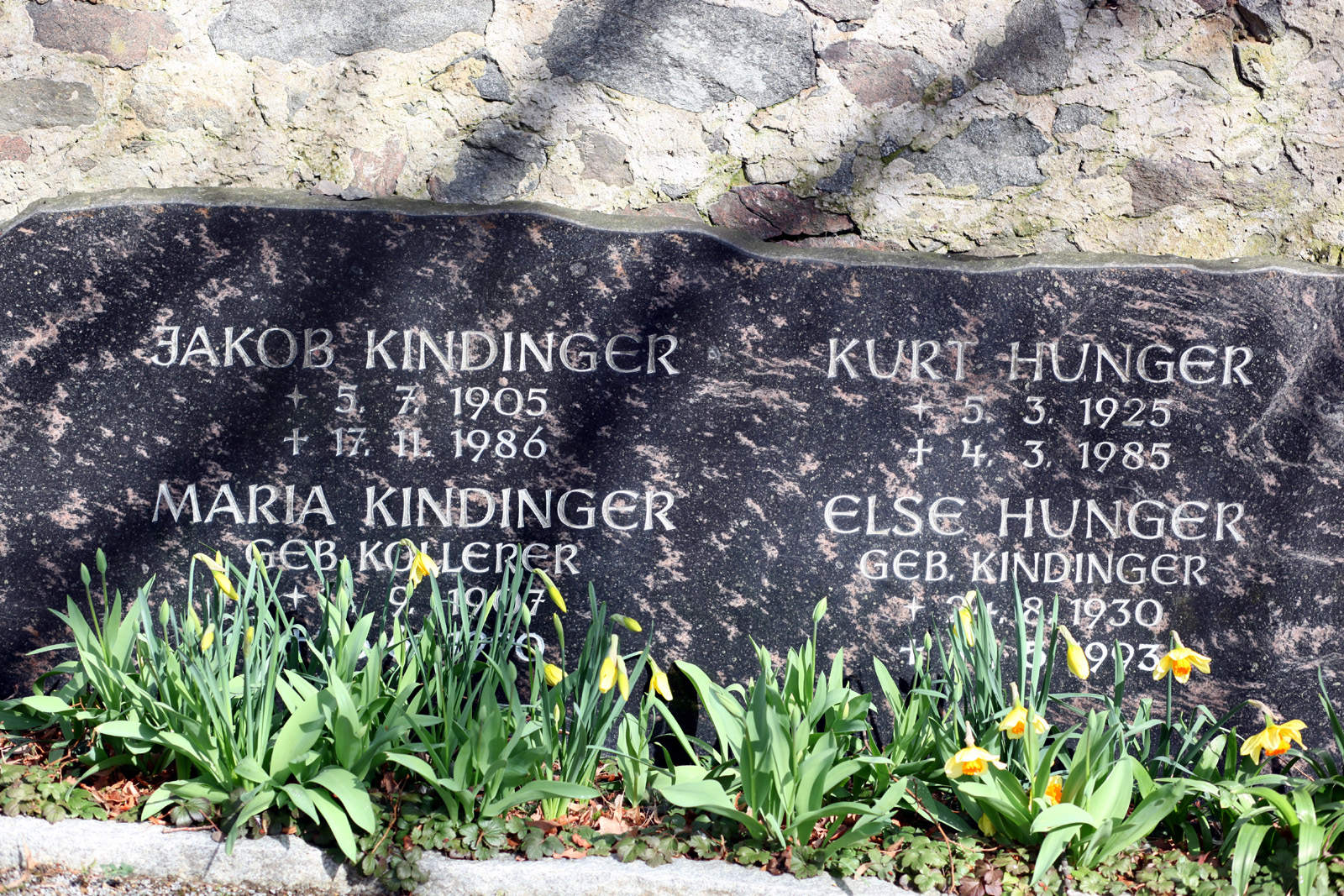
Das Grab von Jakob Kindinger, seiner Frau, seiner Tochter und seines Schwiegersohns auf dem Friedhof Bensheim-Mitte (2023)

Jakob Kindinger starb am 17. November 1986 nach langer Krankheit im Kreis seiner Familie.

## Familie
Kindinger heiratete am 19. April 1930 Maria Kollerer (11. September 1907 – 26. Juni 1990). Das Paar hatte eine Tochter, Else verh. Hunger (24. August 1930 – 11. Mai 1993).

## Ehrungen
In Bensheim wurde 1988 die Jakob-Kindinger-Straße, im Stadtteil „In den Kappesgärten“, nach ihm benannt. 1995 wurde dort ein Gedenkstein für ihn errichtet. Nach längerer Diskussion erhielt Jakob Kindinger im Jahr 2020 ein Ehrengrab mit Gedenktafel auf dem Friedhof Bensheim-Mitte.

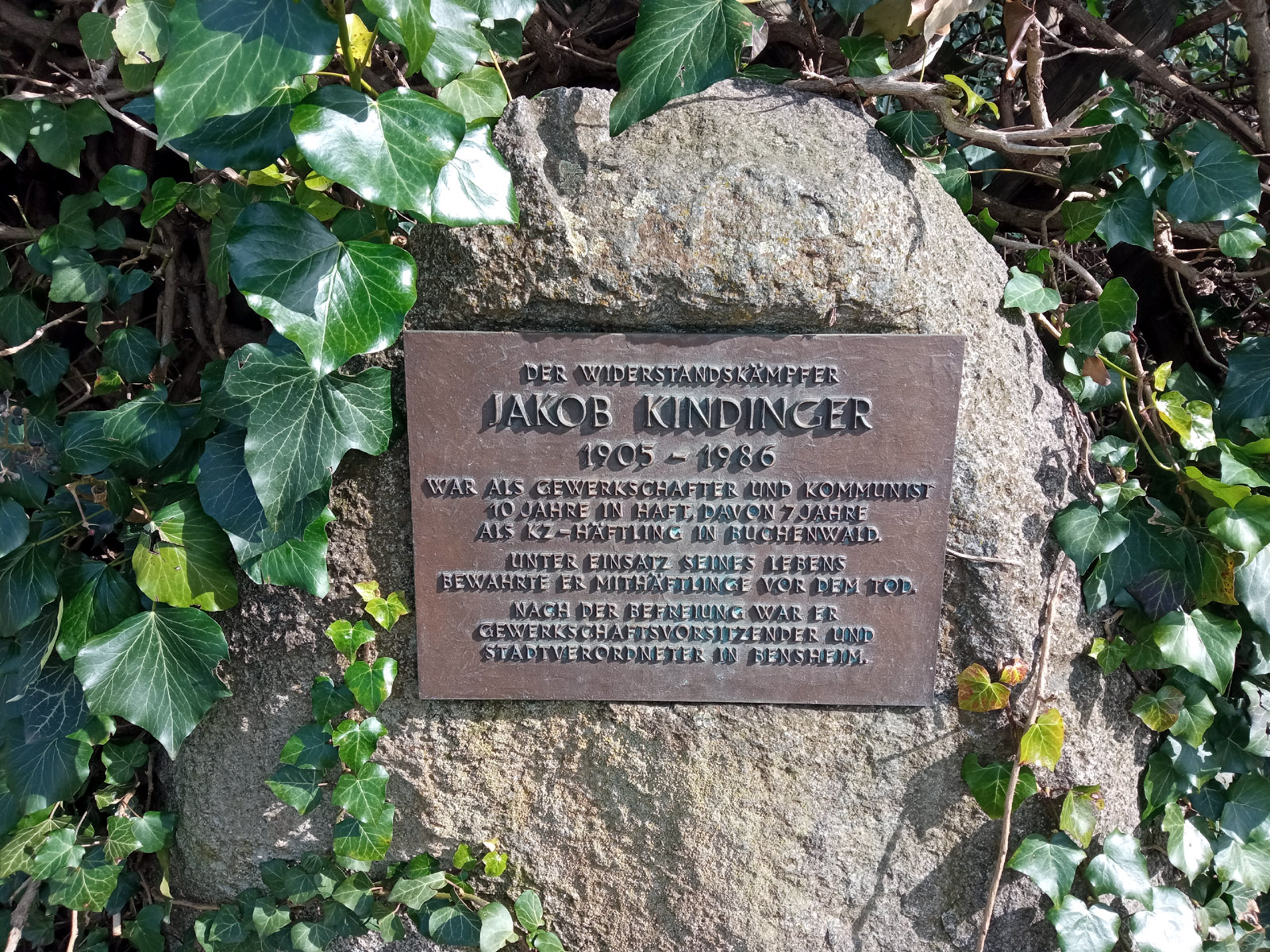
Der Gedenkstein in Bensheim
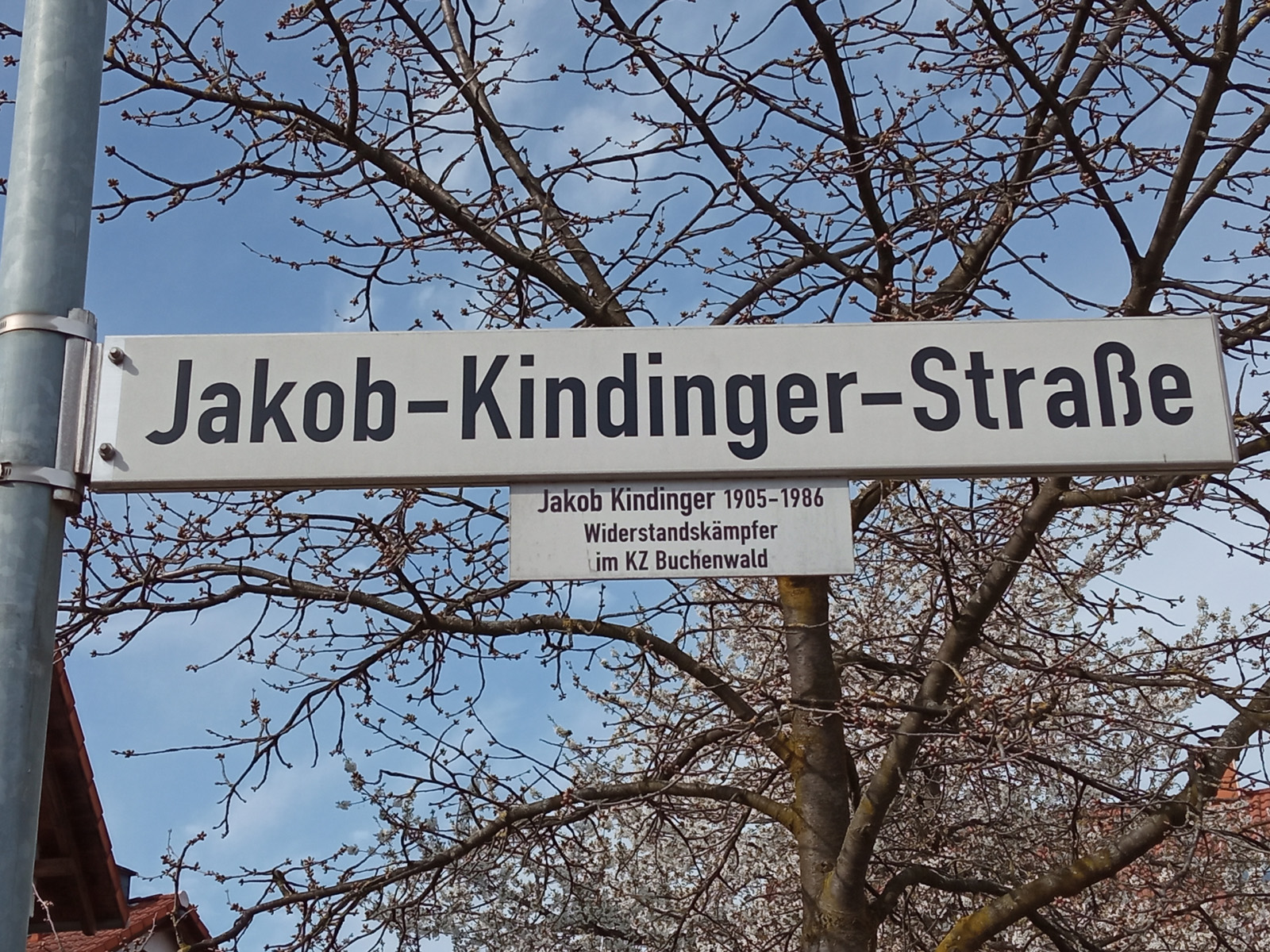
Die Jakob-Kindinger-Straße in Bensheim
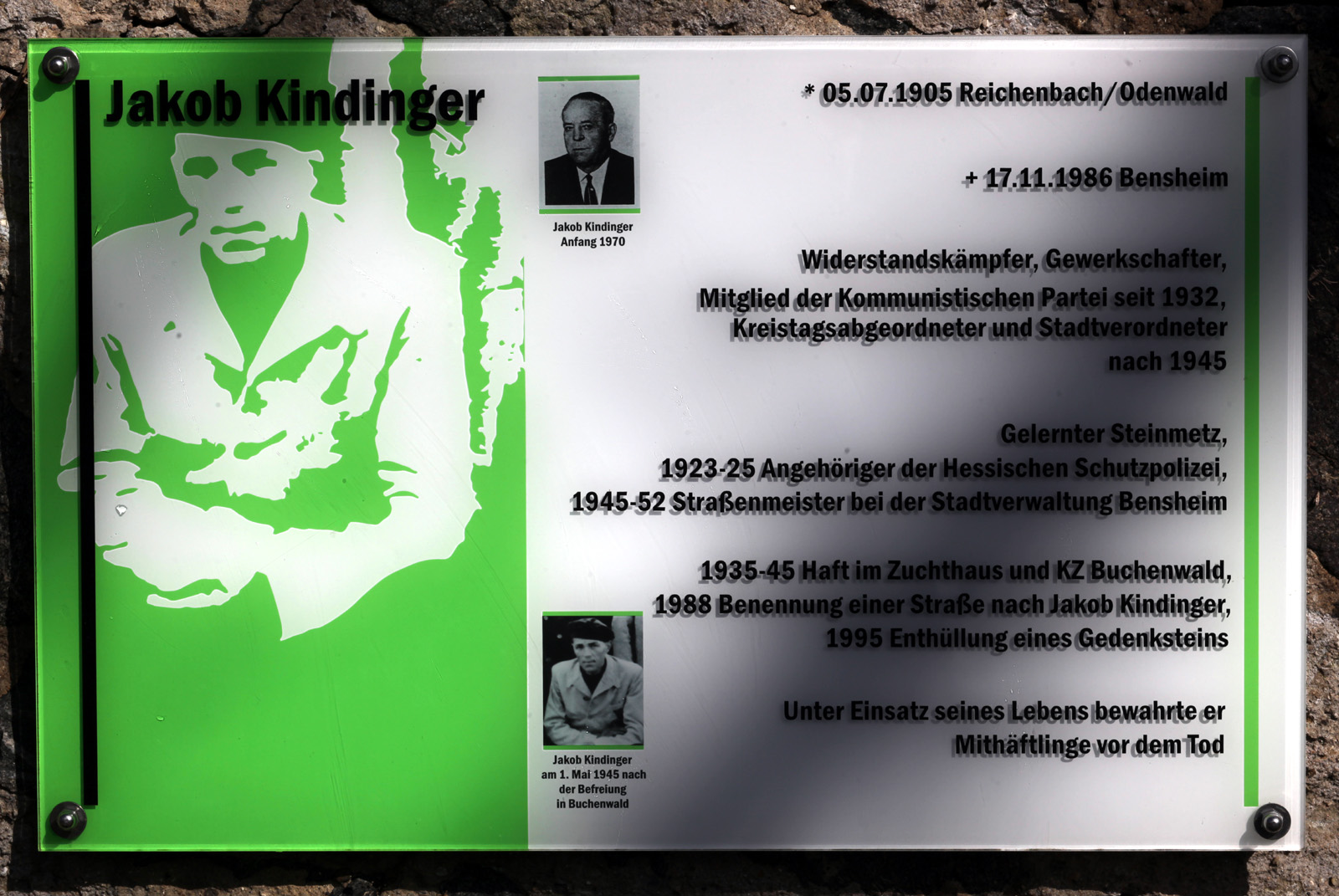
Die Ehrentafel über Jakob Kindingers Grab in Bensheim